# Unione Sportiva Milanese
L'Unione Sportiva Milanese è stata una polisportiva ciclistica, calcistica, rugbistica e cestistica italiana, con sede a Milano, attiva dal 1902 al 1928, con un'appendice nel 1945-1946.

## Storia

### I primi campionati
Fu fondata a Milano il 16 gennaio 1902 nelle sale del Caffè Verdi a Porta Nuova da un gruppo di amici che tutte le sere si ritrovavano per giocare a carte ed al biliardo. Il gruppo formato da una ventina di compagni capitanati dai carismatici Gilberto Marley, Romolo Buni ed Ambrogio Ferrario decisero di fondare una società sportiva, che battezzarono "Unione Sportiva Milanese".
Elessero quale primo presidente Erba, vice Mazzucchi e segretario Ambrogio Ferrario. Buni e Marley erano stati campioni di ciclismo e in questa disciplina la società iniziò a gareggiare. Nel 1903 la società era ormai affermata e cresciuta nel numero dei soci e si stabilì di creare una sede sociale prendendo in affitto tre locali siti in via Fiori Oscuri a Brera, e con l'incremento dei successi nelle discipline sportive che aumentavano, in ossequio al primo articolo dello statuto sociale che contemplava la possibilità di aggiungerne altre, si decise di istituire la sezione calcio.
L'affiliazione alla F.I.F. arrivò, perciò, soltanto nella stagione 1905 con l'acquisto del primo campo sito in via Comasina 6, l'attuale via Menabrea nel triangolo tra il piazzale Maciachini e via Farini, all'epoca al limite del comune di Milano. La maglia era a scacchi bianco e neri (in realtà, più precisamente, a quarti), con pantaloncini bianchi e calzettoni neri: per questo motivo erano chiamati "gli scacchi". In trasferta, nel caso di avversari dai colori simili, gli scacchi divenivano bianchi e rossi.
L'USM partecipò al suo primo torneo appunto nel 1905, quando incorporò molti giocatori della defunta società Mediolanum, e giunse seconda alle spalle della Pro Vercelli nel Concorso Nazionale Straordinario della F.G.N.I. Federazione Ginnastica Nazionale Italiana. Nello stesso anno partecipò anche al campionato nazionale, giungendo terza. La formazione era la seguente: Francesconi, Pirovano, Lanfranchi, Ghinelli, Cremonesi, Franziosi,U. Meazza, Recalcati, Varisco, Bojocchi, Magni.

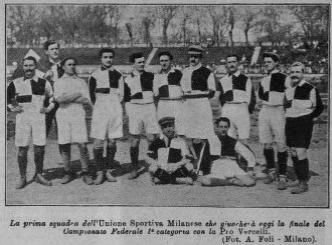
La sezione calcio dell'US Milanese nella stagione 1909.

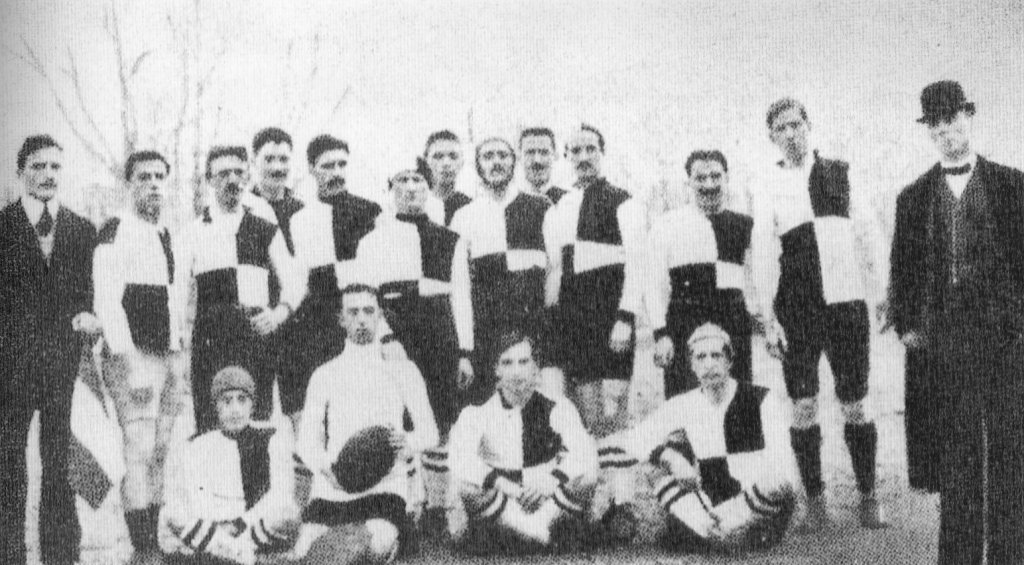
La sezione rugby dell'US Milanese nella stagione 1911.

Nel 1908 la FIF decise di indire due campionati di massima serie, uno "federale" aperto anche agli stranieri, e uno "italiano", alle quali potevano partecipare solo calciatori italiani, nel tentativo di "italianizzare" il campionato, permettendo anche a squadre composte unicamente da italiani di vincerlo. Le grandi per protesta si ritirarono da entrambi i tornei (eccezion fatta per la Juventus) e l'US Milanese partecipò a quello italiano (l'unico ritenuto a posteriori valido per lo scudetto), arrivando seconda alle spalle della Pro Vercelli; fu decisivo lo scontro diretto disputato alla penultima giornata in cui prevalse, nonostante il fattore campo sfavorevole, la Pro Vercelli, che così si aggiudicò il campionato con una giornata di anticipo.
Nella stagione successiva la formula dei due campionati "federale" e "italiano" fu mantenuta e l'US Milanese partecipò ad entrambi i tornei mancando in entrambi i casi la vittoria finale all'ultimo atto. Nel Campionato Federale 1909 (il più importante e l'unico ritenuto a posteriori valido per lo scudetto) la U.S. Milanese eliminò nel girone lombardo Milan e Inter, per poi sommergere di gol nella semifinale il Venezia con un complessivo 18-2, e accedere così alla finale scudetto contro la Pro Vercelli, in cui di nuovo dovette soccombere, perdendo 2-0 all'andata e pareggiando 2-2 al ritorno. Al parallelo campionato italiano (a cui potevano partecipare solo giocatori italiani), invece, in semifinale sommerse di gol il Vicenza con un complessivo 10-2, accedendo quindi alla finale contro la Juventus: riuscì a strappare un pareggio 1-1 a Torino all'andata, il 30 maggio, ma sette giorni dopo soccombette in casa per 2-1, dando addio alla Coppa Romolo Buni che entrò a far parte del palmarès bianconero.
Acquistò un campo a San Siro (alla Cascina Mojetta, nei pressi della via ancora oggi esistente al QT8) che fu utilizzato per le stagioni 1909 e 1909-1910. In seguito, grazie al notevole numero di nuovi soci galvanizzati dai campionati giocati ad alto livello, il Consiglio Direttivo, resosi conto che il campo di San Siro era troppo stretto e troppo lontano dalla città, deliberò l'acquisto di un campo di 22000 m², un intero isolato nelle adiacenze di via Stelvio, strada che allora si protraeva oltre l'attuale via Lancetti e all'attuale via degli Imbriani, ottimamente servito da una linea tranviaria con fermata in via Calabria. Il campo era esattamente ubicato a sud dell'antico cimitero di Dergano, incastonato tra le attuali via Maffucci e via Cafiero.
Il progetto prevedeva la realizzazione (prima dell'inizio della stagione 1910-1911) di un campo di calcio avente dimensioni 110 × 60 m con tribuna coperta in muratura con almeno 2 000 posti a sedere e spogliatoi con docce nella parte inferiore, con pista di atletica lunga 380 m × 6 m e rettilineo lungo 145 m. Per la seconda squadra fu realizzato un secondo campo di dimensioni 90 × 45 m che in seguito fu utilizzato anche dall'A.C. Stelvio che, nato nel 1914, prese parte al campionato di Prima Categoria 1920-1921. Il campo di via Stelvio fu inaugurato il 20 novembre 1910.
Negli anni successivi restò costantemente la terza forza di Milano, dopo Milan e Inter, e precedendo nella locale graduatoria di merito cittadina l'Enotria Goliardo e la A.C. Libertas, tutte altre squadre meneghine che gareggiavano in Prima Categoria nazionale.

### La fusione con l'Internazionale
Stabilito nel 1922 con il Compromesso Colombo che la Prima Divisione avrebbe perso 12 squadre senza le equivalenti promozioni dalla Seconda Divisione, la Unione Sportiva Milanese, terminata 10ª nel girone C, fu retrocessa in Seconda Divisione.
Perso il campo di via Stelvio alla fine del campionato 1921-1922, ottenne dal comune di Milano la possibilità di far giocare la prima squadra al Velodromo Sempione in via Giovanni da Procida fino alla stagione 1923-1924 compresa, mentre per le squadre riserve e allievi utilizzarono l'ex campo dell'Enotria Goliardo sito in via Friuli angolo via Colletta.
In seguito prese un terreno incolto in zona Dergano nell'attuale via Imbonati angolo via Cannero, campo che fu utilizzato dalla U.S. Milanese fino al 1928 e in seguito dalla Isotta Fraschini che disputò il campionato di Prima Divisione 1930-1931 e da altre squadre milanesi di Terza Divisione (come il Gruppo Rionale Fascista "Paolo Grassigli") anche dopo la fine della stagione 1934-1935.
Nella stagione 1923-1924, con un terzultimo posto a pari merito con il Saronno, la squadra retrocedette sul campo nel campionato lombardo di Terza Divisione. Tuttavia, in seguito alla decisione di allargare i quadri della Seconda Divisione, la Milanese (dopo aver vinto lo spareggio per il terzultimo posto con il Saronno) fu ammessa alle inizialmente non previste gare di qualificazione al campionato di Seconda Divisione 1924-1925 tra le sei squadre terzultime classificate e sei compagini giuliane. Superato il primo turno imponendosi per 3-1 sul Grion di Pola, la Milanese nell'ultimo turno degli spareggi prevalse sul Prato (2-2 a Parma il 12 ottobre e 4-0 nella ripetizione a Modena sette giorni dopo) rimanendo in Seconda Divisione.
Nella stagione 1925-1926 la Milanese, classificandosi quinta, mancò sul campo l'ammissione al nuovo campionato cadetto di Prima Divisione (al quale sarebbero state ammesse le migliori quattro di ogni girone), e avrebbe dunque dovuto rimanere nel declassato campionato di Seconda Divisione, ma, in seguito alla decisione di ampliare da 8 a 10 le squadre ammesse in ogni girone di Prima Divisione, fu ripescata nel nuovo secondo livello.
All'inizio della stagione 1926-1927 alla dirigenza giunsero alti esponenti del fascismo milanese. Quale presidente onorario si insediò Ernesto Belloni (già Commissario prefettizio e straordinario, dal 24 dicembre 1926 podestà di Milano) ed alla presidenza Ernesto Torrusio, il braccio destro di Rino Parenti (membro della Federazione provinciale fascista milanese).
Nella stagione successiva oltre a Belloni l'U.S. Milanese annoverò anche Arnaldo Mussolini e Lando Ferretti (Presidente del CONI) quali presidenti onorari. Nella stagione 1927-1928 la squadra contese fino all'ultimo la promozione in Divisione Nazionale (il campionato di massima serie) a Biellese e Legnano. All'ultima giornata del girone B, disputata il 26 febbraio 1928, era in programma a Biella lo scontro diretto Biellese-Milanese con le due compagini in vetta a pari punti: il vincitore dello scontro avrebbe ottenuto la promozione in Divisione Nazionale. La partita fu vinta per 2-0 dalla Milanese che così chiuse il girone B al primo posto, ma la Biellese sporse reclamo presso il Direttorio Federale sostenendo la tesi che un suo giocatore fosse stato corrotto da elementi riconducibili alla Milanese per agevolare la vittoria e la promozione del club meneghino. In attesa di prendere una decisione, la Federazione decise di rimandare l'inizio del girone finale tra le quattro vincitrici dei gironi. Dopo oltre un mese di indagini, il 3 aprile la Federazione stabilì che i due corruttori erano estranei alla Milanese ma, avendo comunque il tentativo di combine condizionato lo svolgimento del match, la partita sarebbe stata ripetuta il 22 aprile sul campo neutro di Bologna. La ripetizione fu vinta per 1-0 dalla Biellese che così ottenne la promozione in Divisione Nazionale. In ogni caso il 28 giugno 1928 la Federazione annunciò il ripescaggio della Milanese in Divisione Nazionale, allargata eccezionalmente a 32 squadre per la stagione 1928-1929.
Intanto a Milano nel 1927 il Regime costituì l'Ente Sportivo Provinciale Fascista (E.S.P.F.), ponendo alla presidenza Rino Parenti e quale segretario Ernesto Torrusio (che intanto era diventato vice-podestà di Milano). L'E.S.P.F., in ossequio alle direttive emanate dal regime che prevedevano la riduzione delle società calcistiche nelle massime categorie nazionali, ordinò la fusione dell'U.S. Milanese e della Internazionale ponendo alla dirigenza della nuova società risultante dalla fusione il commissario Ernesto Torrusio.
In tal modo nacque la Società Sportiva Ambrosiana. Il regime rese noto che l'operazione serviva per permettere alla Fiumana (squadra rappresentante la città di Fiume, da pochi anni annessa all'Italia) di iscriversi al campionato di Divisione Nazionale, ma di fatto toglieva di mezzo un'importante società calcistica avente un nome scomodo (l'"Internazionale") i cui dirigenti non erano alti esponenti del Partito Nazionale Fascista. Alla prima assemblea dell'Ambrosiana, lo stesso Torrusio ne divenne il presidente effettivo, Arturo Hintermann (ex Internazionale) il vicepresidente, Carlo Pisani il segretario e Aldo Molinari il direttore sportivo.
L'Ambrosiana inglobò ogni disciplina sportiva dell'U.S.M.: la sezione ginnastica e pugilato utilizzava la palestra di via Montello 17, la sezione ciclismo che utilizzava il Velodromo Sempione, la sezione rugby (fondata da Stefano Bellandi, arbitro dell'U.S.M.) continuò a giocare sul campo di via Imbonati, mentre in via Goldoni si allenavano e giocavano i ginnasti e le squadre di calcio.
La maglia della nuova squadra divenne bianca con una grossa croce rossa sul petto, riprendendo lo scudo di Milano. La stagione successiva la società cambiò nome in Associazione Sportiva Ambrosiana e la maglia ritornò ad essere quella nero-azzurra tipica dell'Internazionale.
Tra la fine del 1931 e l'inizio del 1932, con l'arrivo del nuovo presidente Ferdinando Pozzani che ottenne il cambio di denominazione dell'Ambrosiana in A.S. Ambrosiana-Inter (dopo la ricostituzione dell'U.S. Milanese rinata come polisportiva, calcisticamente solo nel 1945), il presidente federale Leandro Arpinati ufficializzò la decisione di rendere agli ex dirigenti degli scacchi i premi conservati dall'Ambrosiana e di ricostituire l'U.S. Milanese cambiando la denominazione dell'U.S. Viscontea, sciogliendo così la fusione coatta con l'Ambrosiana:
Pertanto l'U.S. Viscontea, che si fregia dei colori a scacchi bianco-neri e che è presieduta dal Lattuada stesso, passa all'U.S. Milanese. I premi dell'U.S. Milanese, custoditi presso l'Ambrosiana, torneranno ai bianco-neri. L'U.S. Milanese, a quanto pare, non si occuperà di calcio, sebbene di ciclismo, atletica leggera....»
Alla fine del regime fascista, quando l'Ambrosiana-Inter ripristinò definitivamente la vecchia denominazione F.C. Internazionale, prendendo parte al campionato 1945-1946, l'U.S. Milanese, rinata calcisticamente per volontà di dirigenti ormai troppo vecchi, rifiutò l'invito dell'avvocato Giovanni Mauro (che propose l'ammissione al campionato misto quale squadra di Serie B) a disputare un campionato equiparabile a quello perso nel 1928 a causa della fusione coatta voluta dalle autorità fasciste.
Ripresa l'attività solo a livello locale (campionato milanese della Sezione Propaganda), prese sede presso il Ristorante Unione di via Volta 21. Alla fine della stagione 1945-1946 terminò l'attività ufficiale.

## Presidenti e dirigenti
I seguenti Consigli Direttivi sono stati pubblicati sia dalla Gazzetta dello Sport che dalla Guida Commerciale di Milano "Savallo & Fontana".
Il dopoguerra
Con i nuovi dirigenti fascisti

## Giocatori in nazionale
- Mario De Simoni (7 presenze)
- Arturo Boiocchi (6 presenze, 2 reti)
- Franco Varisco (2 presenze)

Tutti e tre giocarono la prima partita della Nazionale Italiana, il 15 maggio 1910 contro la Francia.

## Palmarès
- Palla Dapples: 1

1907
- Coppa Nino Biffi: 1

1918

## Attività polisportiva

### Pallacanestro
La sezione pallacanestro dell'Unione Sportiva Milanese partecipò al campionato italiano dei primi anni, con l'eliminazione al primo turno del campionato 1922 e la partecipazione al girone finale del 1923. Nel 1931 fu ricostituita l'U.S. Milanese come polisportiva (mettendo fine alla fusione con il F.C. Internazionale Milano), ma la società ritornò ad occuparsi di basket riprendendo l'attività solo a partire dalla stagione sportiva 1934, partendo dalla Prima Divisione lombarda.